# 42 г. пр.н.е.
42 (четиридесет и втора) година преди новата ера (пр.н.е.) е обикновена година, започваща в понеделник, вторник или сряда, или високосна година, започваща в четвъртък по юлианския календар.

## Събития

### В Римската република
- Консули на Римската република са Марк Емилий Лепид (за II път) и Луций Мунаций Планк.
- 1 януари – Юлий Цезар е официално обожествен, Октавиан получава правото да се нарича син на Божествения (Divi filius).[1]
- Секст Помпей утвърждава контрола си над Сицилия.[2]
- През пролетта:
  - Марк Брут и Гай Касий Лонгин се срещат в Смирна, където решават да подсигурят тила си и да извлекат възможно най-много парични средства преди да се придвижат на запад.[3]
  - Успешна, но крайно кървава, военна кампания на Марк Брут в Ликия, Касий окупира Родос.[3]
- През лятото:
  - Средата на юли – в Сарди, Брут и Касий се срещат за втори път и решават да започнат настъплението си на запад.[4]
  - Август – Сакса и Норбан са изпратени от Октавиан и Марк Антоний като авангард към Тракия с осем легиона.[4][3]
  - Началото на септември – Брут и Касий прекосяват Хелеспонта с армията си от 80 000 души.[5][4]
- Секст Помпей нанася поражение на Квинт Салвидиен Руф, изпратен от Октавиан, в морско сражение в Месинския пролив.[4][5]
- През есента:
  - Средата на септември – Брут и Касий, с помощта на тракийския цар Раскупорис I, принуждават Норбан и Сакса да отстъпят към Амфиполис, където към тях се присъединяват главните сили водени от Антоний, а Октавиан пристига няколко дни по-късно.[4][5]
  - 3 октомври – Първа битка при Филипи: Октавиан е победен от Брут, но Антоний разбива Касий, който се самоубива.[4] В същия ден флота на „Освободителите“, командван от Гней Домиций Ахенобарб, разбива флота на Гней Домиций Калвин в Адриатическо море и така унищожава два легиона предназначени за подкрепление на Антоний и Октавиан.[4][6]
  - 23 октомври – Втора битка при Филипи: Решително поражение на войските на Брут нанесено от тези на Антоний и Октавиан. Самоубийство на Марк Юний Брут.[4]

## Родени
- 16 ноември – Тиберий, римски император (умрял 37 г.)

## Починали
- 3 октомври – Гай Касий Лонгин, римски сенатор и един от убийците на Юлий Цезар (роден преди 85 г. пр.н.е.)
- 23 октомври – Марк Юний Брут, римски сенатор и един от убийците на Юлий Цезар (роден преди 85 г. пр.н.е.)
- Марк Ливий Друз Клавдиан – сенатор и привърженик на брут Марк Антоний
- Гай Антоний – брат на Марк Антоний (роден 82 г. пр.н.е.)